# Help You Fly
Help You Fly är en låt framförd av sångaren Ivan.
Låten var Vitrysslands bidrag till Eurovision Song Contest 2016 i Stockholm. Den framfördes i den andra semifinalen i Globen den 12 maj 2016 där den fick 84 poäng och hamnade på plats 12 av 18. Den kvalificerade sig därför inte till final.

## Komposition
Låtens musik är komponerad av Viktor Drobysh medan låttexten är skriven av Ivan själv i samarbete med Timofei Leontiev och Mary Susan Applegate.